# Wolfgang Staribacher
Wolfgang Staribacher (* 15. April 1955 in Wien) ist ein österreichischer Musiker. Wolfgang Staribacher ist der Sohn des ehemaligen österreichischen Handelsministers Josef Staribacher und der Bruder des ehemaligen österreichischen Finanzministers Andreas Staribacher. Trotzdem schlug Wolfgang Staribacher lieber den Weg einer Musikerlaufbahn statt einer Wirtschaftskarriere ein.

## Leben

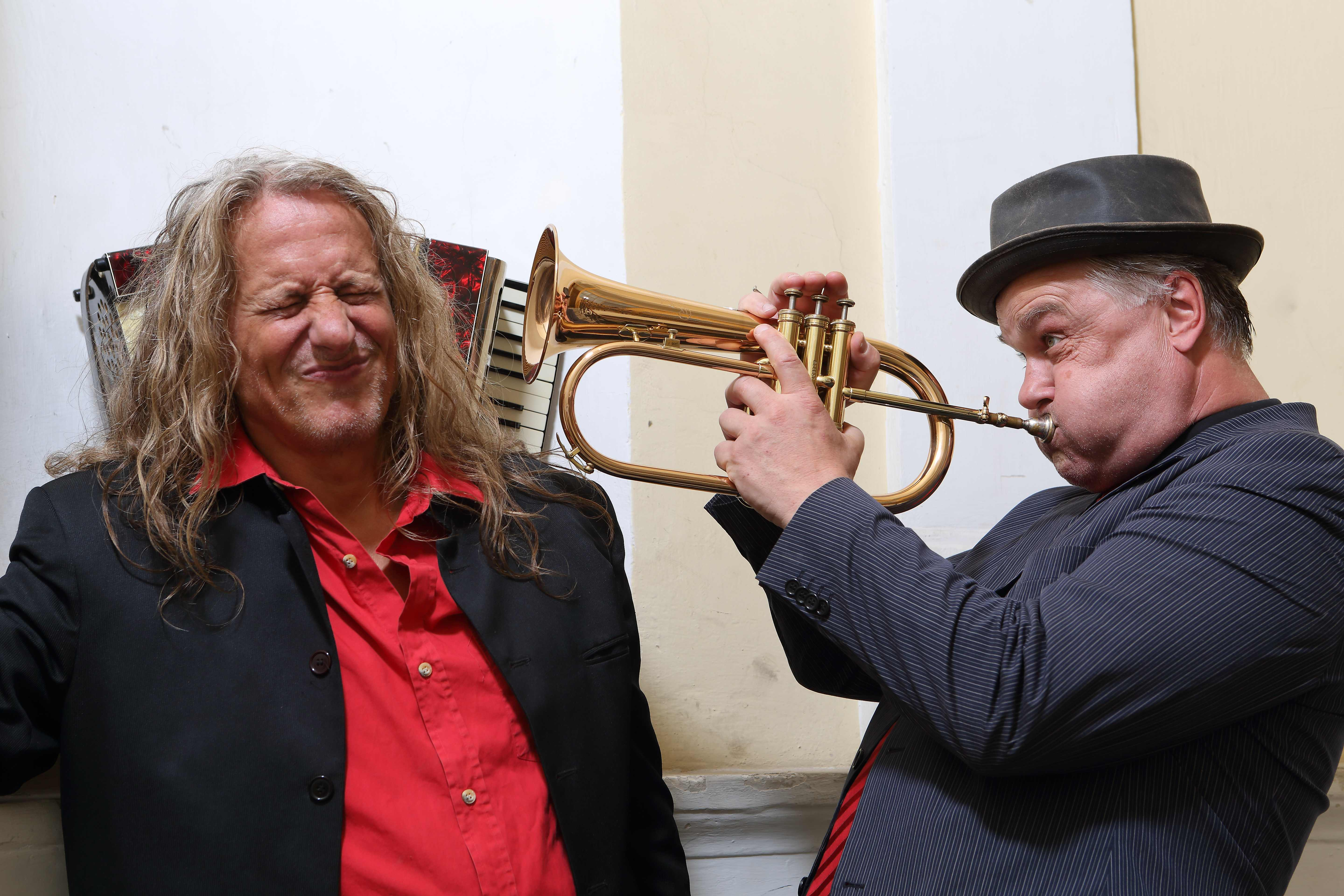
Wolfgang Staribacher & Bernhard Rabitsch „Im Packl“

Wolfgang Staribacher ist Keyboarder, er ist jedoch vor allem wegen seiner innovativen Spielweise des Akkordeons europaweit bekannt geworden. Darüber hinaus fungiert er als Bandleader, Komponist und Arrangeur. In dieser Eigenschaft bekam er zahlreiche Auszeichnungen, auch einige Goldene und Platin-Schallplatten.
Schon in seiner Jugend war er Mitglied zahlreicher Bands, unter anderem bei Stefan Webers Drahdiwaberl von 1977 bis 1982. Zu dieser Zeit spielte er auch bei der Rockband Acid und leitete mit Falco und Peter Vieweger ein kommerzielleres Seitenprojekt von „Drahdiwaberl“ unter dem englischen Namen „Spinning Wheel“, was ungefähr dasselbe bedeutet wie der Wiener Dialektausdruck „Drahdiwaberl“.
1986 war er neben Hubert von Goisern der Gründer der Alpinkatzen. Mit ihm komponierte, textete und bearbeitete er unter Anderen die Hits „Heast as nit“ und „Koa Hiatamadl“.
Die Alpinkatzen waren einer der Vorläufer der Neuen Volksmusik. In dieser musikalischen Stilrichtung wird traditionelle Volksmusik mit Rockelementen vermischt.
1991 nahmen die Alpinkatzen an einer Tournee des Alpenmusicals Der Watzmann ruft teil. Dabei wurde im Münchner Circus Krone eine Aufführung aufgenommen. Der fast 2 Stunden lange Film trägt den Titel Watzmann live. Wolfgang Staribacher ist auch an der Komposition einiger Nummern des Musicals beteiligt. In diesem Jahr hatte er auch die Idee zur Gründung der Mozartband.
1992 verließ er zwar die Alpinkatzen, produzierte in seinem Tonstudio Staribacher aber noch deren zweites Album Aufgeigen stått niederschiassen (mit der Hit-Single Koa Hiatamadl), das für die Band den Durchbruch bedeutete und 4-fach-Platin-Status erreichen konnte.
1995 gründete Wolfgang Staribacher schließlich die Mozartband, mit der er große Erfolge feiern konnte. Im selben Jahr spielte er auch unter der Regie von Richard Linklater eine Nebenrolle in dem Film Before Sunrise.
Seit 2014 ist Staribacher Keyboarder und Vokalist der wieder vereinigten Rockband Acid.
2017 gründet Wolfgang Staribacher mit Bernhard Rabitsch ein Projekt des Neuen Wienerlieds: „Im Packl“, eine Formation, die traditionelle Wiener Musik von Wienerlied bis Klassik mit Grooves, Sounds und Melodien von heute mixt.